# Gimnasio José Joaquín Papá Carrillo
José Joaquín "Papá" Carrillo es un pabellón o domo multiusos. Se ubica en Los Dos Caminos, específicamente en la avenida Rómulo Gallegos de Sebucán, municipio Sucre del estado Miranda.

## Historia
Forma parte del Complejo Deportivo Parque Miranda y fue la sede del voleibol durante los IX Juegos Panamericanos Caracas 1983. Es una propiedad pública administrada por el Gobierno del Estado Bolivariano de Miranda, a través del Instituto Regional de Deporte y Actividad Física de Miranda (IRDAFIM). 
Es una de las dos instalaciones aprobadas y utilizadas regularmente en el Distrito Metropolitano de Caracas por la Liga Profesional de Baloncesto de Venezuela (el otro es el Gimnasio José Beracasa), siendo la sede regular del equipo que representa al estado en la liga, conocido como Panteras de Miranda desde el año 1986. De los 10 domos de baloncesto utilizados, el gimnasio José Joaquín Papá Carrillo es la instalación deportiva de menor capacidad, con 3500 espectadores aproximadamente.
Su estructura puede ser usada no solo para la práctica del baloncesto sino también para otros deportes de equipos, espectáculos culturales y políticos, etc.
Desde el año 2011 con la creación de la Liga Venezolana de Voleibol se designó dicho complejo como sede del equipo de voleibol Vikingos de Miranda.